# Ikarus 415
L‘Ikarus 415 est un autobus interurbain fabriqué par le constructeur hongrois Ikarus de 1986 à 2002. Il peut transporter 97 passagers dont 26 essis. Ce modèle a connu 3 séries et une version trolleybus 415T.

## Histoire
Après le succès extraordinaire de la série 200 avec notamment les Ikarus 260 et 280, Ikarus a commencé à développer la nouvelle série 400, des autobus urbains et suburbains, à la fin des années 1970. 
Après plusieurs années d'études, six prototypes ont été testés en parallèle. Le premier exemplaire a été présenté en 1979 mais ce n'est qu'en 1982 que le grand public a pu découvrir le nouveau modèle 410. Le prototype a été détruit à la suite d'un incendie. Les premiers autobus 415 ont été livrés en 1987 équipés d'un moteur Rába D12 mais très tôt, en raison de problèmes rencontrés sur la culasse, les autobus ont été équipés du moteur Rába D11 UT développant 160 kW à 2.000 tr/min. 
À partir de 1993, les autobus de la deuxième série ont bénéficié d'une profitable cure de jouvence avec la possibilité de monter d'autres moteurs : 
- Rába D10 UTSLL 160, 160 kW,
- DAF GS 160, 160 kW,
- MAN D0826 LUH, 162 kW
- Rába D10 UTSLL 190, 190 kW,
- DAF GS 200, 200 kW,
- IVECO F2B 180-213 kW,
- MAN D0826 LUH, 191 kW,
- MAN D2866,
- Mercedes OM-447,
- Cummins
- Rába G10 DE-190 GNV, 190 kW

Cette deuxième série avait, à nouveau et comme sur la série 200, un parebrise en deux parties, une porte arrière plus étroite et un tableau de bord conventionnel. 
Avec la troisième série lancée en 1998, l'Ikarus 415 est devenu le concurrent de l'Ikarus 412, un autobus à plancher surbaissé destiné au marchés occidentaux. La clientèle a, dès lors, préféré le "412" et le 415 a été rapidement abandonné.

## Le trolleybus Ikarus 415T
Le constructeur hongrois présente, en 1992, le prototype du trolleybus 415T. Le véhicule reçoit un équipement électrique de traction du groupe italien Ansaldo, référence TK 110K, développant 196 kW avec un couple extraordinaire de 1 935 N m. Le premier prototype a effectué plus de 800 heures de tests dans les villes de Budapest, Debrecen, Bratislava et Moscou.
La production en série a débuté en 1997 jusqu'en 2002. Au total 205 exemplaires ont été fabriqués, 200 unités pour Bucarest et 5 pour Galați en Roumanie fabriqués sous licence par le constructeur local Astra Bus.